# 컴포넌트 다이어그램

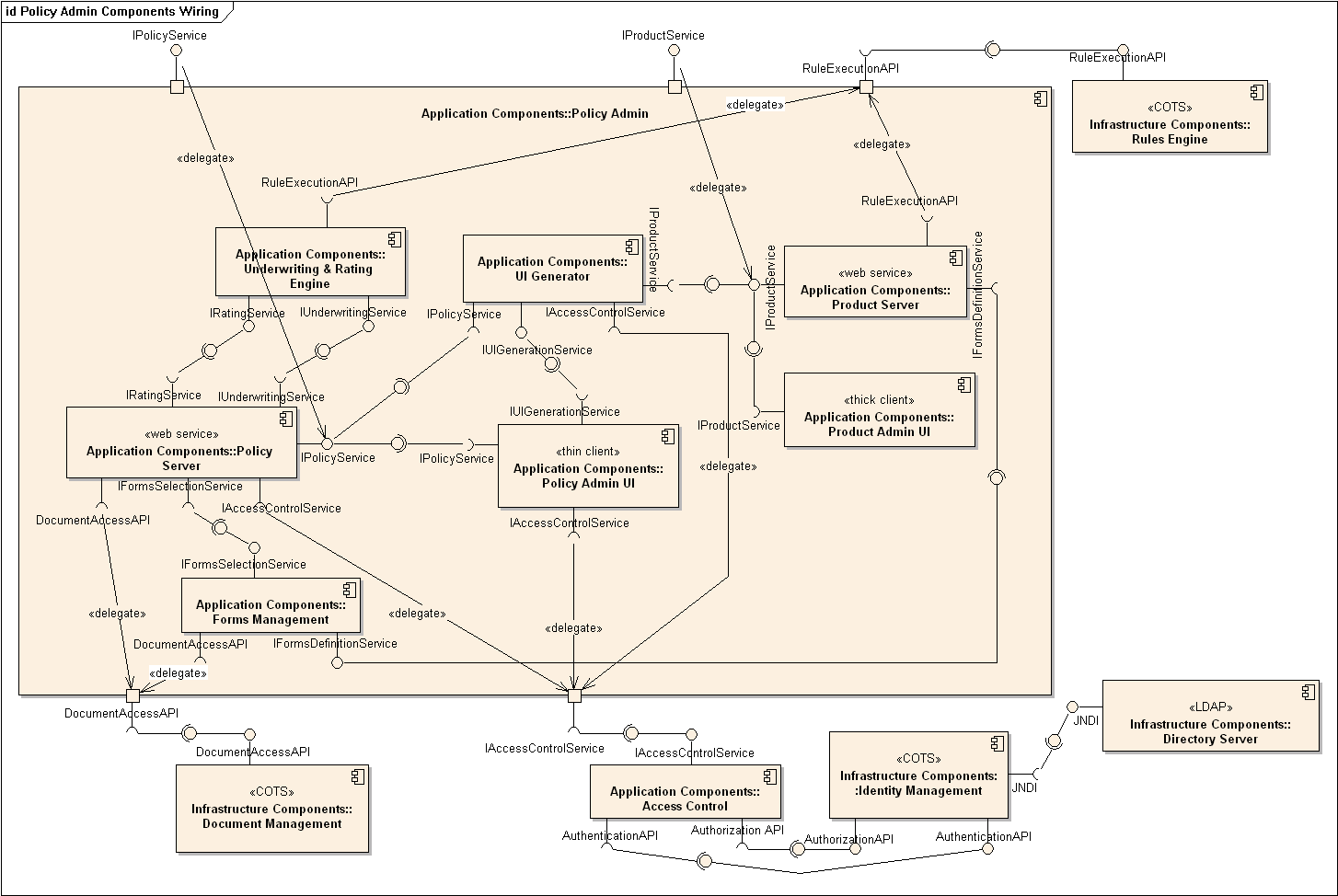
보험 정책 관리 시스템의 컴포넌트 다이어그램

통합 모델링 언어(UML)에서 컴포넌트 다이어그램(component diagram)은 어떻게 컴포넌트들이 서로 선으로 연결되어 더 큰 컴포넌트나 소프트웨어 시스템을 구성하는지를 보여준다. 복잡한 시스템 구조를 묘사하기 위해 사용된다.
컴포넌트는 "component"라는 키워드가 있는 직사각형이나 상단 오른쪽 모퉁이에 별도 표기하여 표현된다.